# Николски (Подпорожки район)
Николски (на руски: Никольский) е селище от градски тип в Русия, разположено в Подпорожки район, Ленинградска област. Населението му към 1 януари 2018 година е 2783 души.